# Torino Rebaudengo Fossata
Torino Rebaudengo Fossata (wł. Stazione di Torino Rebaudengo Fossata) – przystanek kolejowy w Turynie, w prowincji Turyn, w regionie Piemont, we Włoszech. Znajduje się na linii Turyn – Mediolan, w pobliżu obszaru Parco Sempione.
Według klasyfikacji RFI ma kategorię srebrną.

## Linie kolejowe
- Linia Turyn – Mediolan